# Ortholaba laevis
Ortholaba laevis är en stekelart som beskrevs av Sun och Mao-Ling Sheng 2006. Ortholaba laevis ingår i släktet Ortholaba och familjen brokparasitsteklar. Inga underarter finns listade i Catalogue of Life.